# クレマンス・ロワイエ

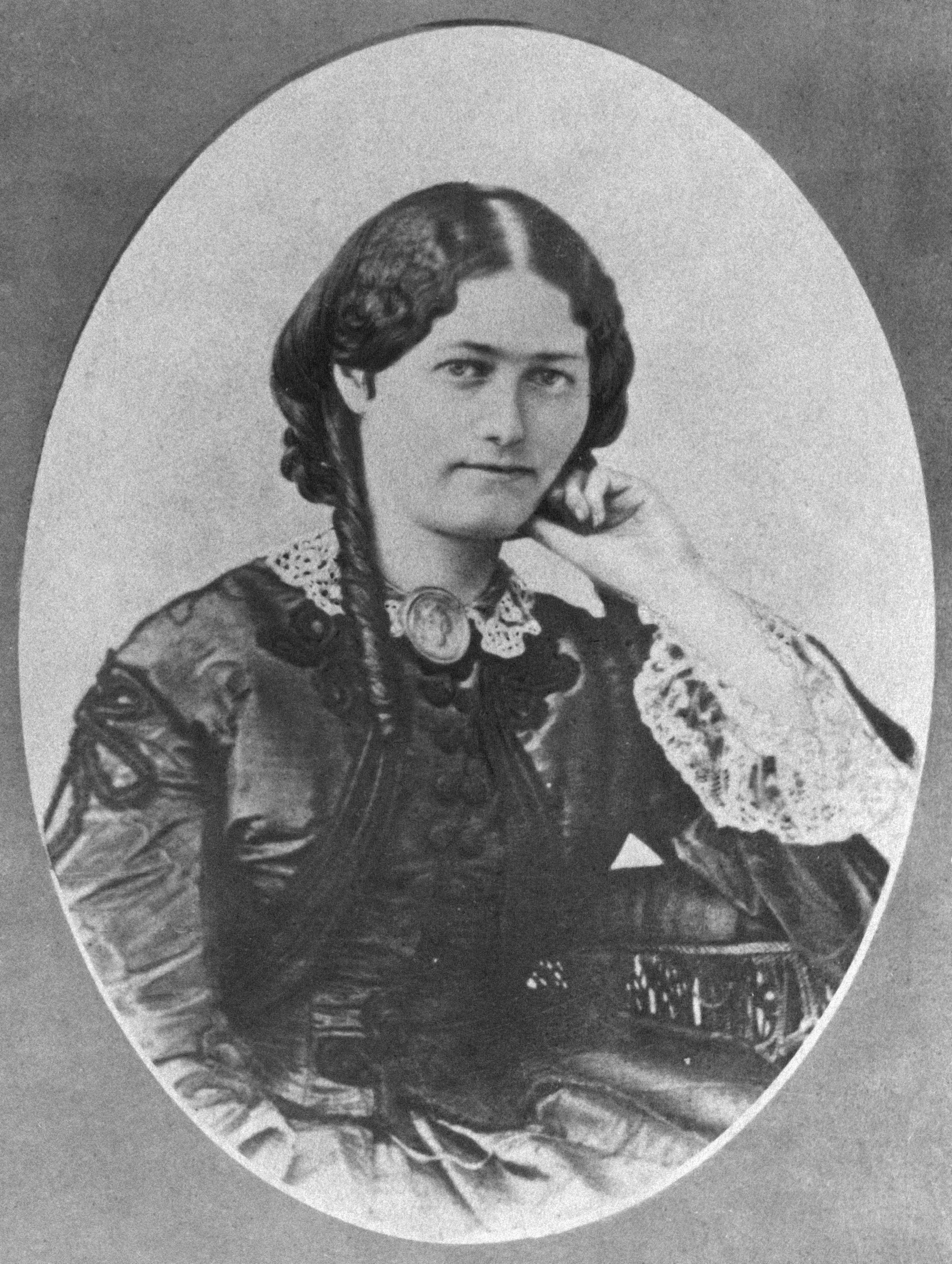
クレマンス・ロワイエ（1865年）

クレマンス・ロワイエ（Clémence Royer, 1830年4月21日 – 1902年2月6日）は、フランスの女性科学者である。ダーウィンの『種の起源』を、自らの注釈をつけてフランス語に翻訳した。
ナントに生まれた。父は王党派の陸軍の将校で、母は針子であった。父は1832年のレジティミスト（ブルボン派）の反乱の失敗で、家族とともにスイスに4年間の亡命生活をした。オルレアンに戻った後、父は当局に出頭して無罪となった。7歳の時からクレマンスは父の姓を名乗るようになった。子供時代には両親からの教育を受けることを好んだ。
13歳の時にパリに移り、針仕事に優れ、読書を楽しんだ。18歳の時に起きた1848年革命で、共和派の思想に影響を受けた。父は妻子をパリに残して故郷に戻っていたが、1850年に死去した。クレマンスは多少の遺産を得て、教師の資格を得るための勉強に3年間を費やした。1854年1月に南ウェールズの私設の女学校に教師として赴任したが、翌1855年春にフランスへ戻って教師を続けた。自伝によれば、この時期ロワイエはカトリックの哲学に疑念を抱きはじめたとしている。、
1856年に教師を辞め、スイスのローザンヌに移って父の遺産からの収入で暮らし始めた。図書館から本を借り、キリスト教の起源や、自然科学の事項の勉強をして過ごした。1858年にスウェーデンの小説家フレドリカ・ブレーメルの公開講義に啓発されて、女性たちに4回の論理学の講義を行い、成功を収めた。この時までに、ロワイエは亡命しているフランスの自由主義者や共和主義者のグループの会合に加わるようになっていた。ローザンヌのアカデミーで政治学を教え、2つの雑誌を編集していた亡命者のパスカル・デュプラ（Pascal Duprat）と知り合い、後に15歳年上のデュプラの愛人なった。
デュプラの助手として、雑誌 "Le Nouvel Économiste" の発行を手伝い、デュプラに励まされて執筆生活を始めた。また、デュプラに助けられて女性のための自然科学に関する講義を行い、講義録はローザンヌの出版社から出版された。1860年にスイスのヴォー州が行った税に関する論文の募集に応募し、2位となった。これは "Théorie de l'impôt ou la dîme social" として出版され、その中で社会における女性の経済的役割について論じている。この著書によってスイス以外でもロワイエは知られるようになった。
ロワイエが『種の起源』を翻訳することになった経緯は明確になっていないが、フランスでの出版を望んだダーウィンが初めに選んだルイーズ・ベロック（Louise Belloc）はその内容が技術的すぎる事から断り、次の候補ピエール・タランディエール（Pierre Talandier）は出版社を見つけることができなかった。1861年には翻訳のためにロワイエに『種の起源』の3訂版を送るように依頼するダーウィンの手紙が残されている。スイスの自然科学者家でジュネーブ大学の講師ルネ＝エドゥアール・クラパレード（René-Édouard Claparède）が生物学の専門知識のサポートすることを申し出た。
ロワイエは翻訳するだけでなく、60ページに及ぶ長文を序文と詳しい脚注をつけて『種の起源』を出版した。序文でロワイエは反宗教的な立場を述べ、自然淘汰の考え方を社会の分野に適用されることに異論を述べたことによって、ダーウィンを困惑させた。
1870年にパリの人類学協会に入会を許された。